# Giovanni Battista Vitali
Pour les articles homonymes, voir Vitali.
Giovanni Battista Vitali (* 18 février 1632 à Bologne - † 12 octobre 1692 à Modène), est un joueur de violone, puis violoniste, chanteur et compositeur italien.

## Biographie
Vitali est élève de Maurizio Cazzati (1620-1677), maître de chapelle à la basilique San Petronio à Bologne. À partir de 1658, Vitali est lui-même engagé à San Petronio comme chanteur et musico di violone da brazzo. En 1666, il devient membre de l'illustre « Accademia filarmonica » et à partir de 1673 maître de chapelle à l'église San Rosario. La cour du duc Ferdinand III. d'Este à Modène l'engage en 1674 comme second maître de chapelle et en 1684 il sera nommé maître de chapelle. Il est aussi membre de « l'Accademia dei Dissonati » à Modène. Après sa mort son fils ainé Tomaso Antonio Vitali lui succédera.

## Œuvres
Vitali laisse en tout 35 œuvres. Ses publications auront une grande influence sur le développement de la sonate en trio baroque. Vitali compose des cantates et sonates d'église et profanes, des oratorios, psaumes, hymnes, mais aussi d'innombrables musiques d'usages comme des suites de danse. En 1689, il compose une œuvre didactique de 60 morceaux instrumentaux Artificii musicali, véritable tour de force dans le domaine du contrepoint. Son œuvre pour violon eut une fonction de précurseur pour les compositions d'Arcangelo Corelli, d'Henry Purcell et de Giuseppe Torelli.
- op.1 Correnti e balleti da camera a tre (Bologne 1666)
- op.2 Sonate a due violine e basso continuo (Bologne 1667)
- op.3 Balletti, correnti alla francese, galiarde e brando per ballare a quattro instrumenti (Bologne 1667)[1]
- op.4 Balletti, correnti, gighe, allemande, e sarabande per uno o due violini e basso continuo (Bologne 1668)
- op.5 Sonate per più strumenti (Bologne 1669)
- op.6 Salmi concertati (Modène 1677)
- op.7 Varie partite del passamezo, ciacona, capricii e passagalii per due violini e basso continuo (Modène 1682)
- op.8 Balletti, correnti e caprici per camera a due violini e violone ò spinetta (Modène 1683)
- op.9 Sonate da chiesa a due violini e basso continuo (Venice 1684)
- op.10 Hinni sacri (Modène 1684)
- op.11 Varie sonate alla francese e all'itagliana a sei strumenti (Modène 1685)
- op.12 Balli in stile francese a cinque strumenti (Modène 1685)
- op.13 Artificii musicali ne quali se contengono canoni in diverse maniere, contrapunti dopii, invention curiose, capricii, e sonate (Modène 1689)
- op.14 posth. Sonate da camera a due violini e violone (Modène 1692)